# 曲波皱纹蛤
是帘蛤目帘蛤科的一种。舊屬皱纹蛤属，今屬對角蛤屬。

## 分佈
主要分布于中国大陆的福建省平潭、廈門及東山、南中國海海域、香港、台湾（包括澎湖群島）。
常棲息在潮間帶到淺海的沙底。

## 形態特徵
殼近圓形，質厚，殼外表膨脹，且具突起的細板狀輪肋，肋的邊緣呈 波浪狀，並散佈褐色色斑。殼頂偏向前緣。殼內面白色，陶質。
參考文獻
200001、200016、200017、200065